# Quận Hardin, Ohio
Quận Hardin là một quận thuộc tiểu bang Ohio, Hoa Kỳ. Quận lỵ đóng ở Kenton. Quận được thành lập vào năm 1820 và sau đó được tổ chức vào năm 1833. Dân số theo điều tra năm 2020 của Cục điều tra dân số Hoa Kỳ là 30.696 người.

## Địa lý
Theo Cục điều tra dân số Hoa Kỳ, quận này có diện tích 1220 km2, trong đó có 0,52 km2 là diện tích mặt nước.

### Các quận giáp ranh
- Quận Hancock (phía bắc)
- Quận Wyandot (đông bắc)
- Quận Marion (phía đông)
- Quận Union (đông nam)
- Quận Logan (phía nam)
- Quận Auglaize (tây nam)
- Quận Allen (tây bắc)

## Thông tin nhân khẩu

### Điều tra dân số năm 2000
Tại cuộc điều tra dân số năm 2000, có 31.945 người, 11.963 hộ gia đình và 8.134 gia đình sống trong quận. Mật độ dân số là 68 người trên một dặm vuông (26 / km 2 ). Có 12.907 căn nhà ở với mật độ trung bình là 27 căn trên một dặm vuông (11 / km 2 ). Thành phần chủng tộc của quận là 97,54% da trắng , 0,70% da đen hoặc người Mỹ gốc Phi , 0,25% người Mỹ bản địa , 0,43% người châu Á , 0,23% từ các chủng tộc khác và 0,85% từ hai hoặc nhiều chủng tộc. 0,78% dân số là người gốc Tây Ban Nha hoặc La tinh thuộc bất kỳ chủng tộc nào. 96,9% người dân sử dụng Tiếng Anh và 1,4% tiếng Đức làm ngôn ngữ thứ nhất của họ.
Có 11.963 hộ gia đình, trong đó 31,40% có trẻ em dưới 18 tuổi sống cùng, 55,00% là các cặp vợ chồng sống chung, 8,90% có chủ hộ là nữ không có chồng và 32,00% là những người không có gia đình. 26,50% tổng số hộ gia đình đã được tạo thành từ các cá nhân, và 10,80% có người sống một mình 65 tuổi trở lên. Quy mô hộ trung bình là 2,51 và quy mô gia đình trung bình là 3,03.
24,30% dân số dưới 18 tuổi, 15,40% từ 18 đến 24, 26,00% từ 25 đến 44, 21,30% từ 45 đến 64 và 12,90% từ 65 tuổi trở lên. Tuổi trung bình là 33 tuổi. Đối với mỗi 100 nữ có 95,90 nam giới. Cứ mỗi 100 nữ 18 tuổi trở lên là có 92,70 nam giới.
Thu nhập hộ gia đình trung bình là 34.440 đô la và thu nhập gia đình trung bình là 42.395 đô la. Nam giới có thu nhập trung bình là $ 33.393 so với $ 21.695 của nữ giới. Thu nhập bình quân đầu người của quận là 16.200 đô la. Khoảng 8,90% gia đình và 13,20% dân số dưới mức nghèo khổ , bao gồm 15,20% những người dưới 18 tuổi và 11,90% những người 65 tuổi trở lên.

### Điều tra dân số năm 2010
Theo Điều tra Dân số Hoa Kỳ năm 2010, có 32.058 người, 11.762 hộ gia đình và 7.950 gia đình sống trong quận. Mật độ dân số là 68,1 người trên một dặm vuông (26,3 / km 2 ). Có 13.100 đơn vị nhà ở với mật độ trung bình 27,8 trên dặm vuông (10,7 / km 2 ). Thành phần chủng tộc của quận là 96,7% người da trắng, 0,8% người da đen hoặc người Mỹ gốc Phi, 0,6% người châu Á, 0,2% người Mỹ da đỏ, 0,5% từ các chủng tộc khác và 1,3% từ hai chủng tộc trở lên. Những người gốc Tây Ban Nha hoặc La tinh chiếm 1,3% dân số.  Về tổ tiên, 33,0% là người Đức , 15,1% là người Ailen , 13,2% là người Mỹ, và 9,6% là người Anh .
Trong số 11.762 hộ gia đình, 32,3% có trẻ em dưới 18 tuổi sống cùng, 52,4% là các cặp vợ chồng sống chung, 10,1% có chủ hộ là nữ không có chồng, 32,4% là những người không có gia đình và 26,7% của tất cả các hộ gia đình. được tạo thành từ các cá nhân. Quy mô hộ trung bình là 2,53 và quy mô gia đình trung bình là 3,05. Độ tuổi trung bình là 34,7 tuổi.
Thu nhập trung bình cho một hộ gia đình trong quận là $ 41,343 và thu nhập trung bình cho một gia đình là $ 55,274. Nam giới có thu nhập trung bình là $ 41.191 so với $ 32.313 đối với nữ giới. Thu nhập bình quân đầu người của quận là 19.100 đô la. Khoảng 9,6% gia đình và 16,2% dân số ở dưới mức nghèo khổ , bao gồm 18,5% những người dưới 18 tuổi và 6,0% những người từ 65 tuổi trở lên.

## Chính trị
Quận Hardin ủng hộ Đảng Cộng Hòa trong các cuộc Bầu cử Tổng thống Hoa Kỳ. Lyndon B.Johnson là đảng viên Đảng Dân chủ duy nhất giành chiến thắng tại quận Hardin trong cuộc Bầu cử Tổng thống Hoa Kỳ năm 1964.